# Caulocera crassicornis
Caulocera crassicornis là một loài bướm đêm thuộc phân họ Arctiinae, họ Erebidae.